# 佐々木紀彦
佐々木 紀彦（ささき のりひこ、1979年 - ）は、日本の雑誌編集者、ジャーナリスト。PIVOT株式会社代表取締役社長CEO。福岡県北九州市出身。株式会社ユーザベース執行役員、株式会社ニューズピックス取締役CCO、株式会社NewsPicks Studios代表取締役社長CEOなどを歴任。北九州市アドバイザー。

## 経歴
福岡県立小倉高等学校、慶應義塾大学総合政策学部（竹中平蔵ゼミ）卒業後、2002年に東洋経済新報社入社。週刊東洋経済編集部に配属され、自動車業界、IT業界、連載記事などを担当。
2007年に休職し、スタンフォード大学大学院に入学。2009年に修了し、週刊東洋経済編集部に復職。「非ネイティブの英語術」などの企画を担当した後、2012年に東洋経済オンライン編集長に就任。
2014年にユーザベースに転職し、執行役員 NewsPicks編集長に就任。2015年にNewsPicksを子会社として分社し、取締役に就任。2018年に電通との合弁会社としてNewsPicks Studios設立、代表取締役社長CEOに就任。2020年にNewsPicksを退職。その後NewsPicks Studioの非常勤取締役も2021年8月に退任。2021年にPIVOTを設立、代表取締役社長CEOに就任。
学位は学士（総合政策学）（慶應義塾大学・2002年）、修士（国際政治経済学）（スタンフォード大学・2009年）。
2019年（平成31年）1月に、シーバスリーガル ゴールドシグネチャー・アワード2019 ビジネスイノベーション ソーシャル部門（ペルノ・リカール・ジャパン株式会社・株式会社幻冬舎）を受賞。

## 出演
- LivePicks（ホウドウキョク・NewsPicks、2017年7月3日 - 2018年3月28日） - ホスト
- THE NEWSα（フジテレビジョン、2017年10月3日[14] - 2018年3月27日[15]） - 火曜日コメンテーター
- FNNプライムニュース α（フジテレビジョン、2018年4月5日[16] - 12月29日[17]） - 木曜日コメンテーター
- 金言Picks〜次なる起業家に、知恵をさずける（TBSテレビ、2020年10月4日[18] - 2021年2月28日[19]）

## 著書

### 単著
- 『米国製エリートは本当にすごいのか?』東洋経済新報社、2011年7月8日。ISBN 9784492223130。
- 『5年後、メディアは稼げるか』東洋経済新報社、2013年7月19日。ISBN 9784492762127。
- 『日本3.0 2020年の人生戦略』幻冬舎、2017年1月25日。ISBN 9784344030626。
- 『異質なモノをかけ合わせ、新たなビジネスを生み出す 編集思考』NewsPicksパブリッシング、2019年10月4日。ISBN 9784910063003。

### 共著
- 塩野誠、佐々木紀彦『ポスト平成のキャリア戦略』幻冬舎〈NewsPicks Book〉、2017年12月27日。ISBN 9784344032378。

## 関連リンク
- 佐々木紀彦 (@norihiko_sasaki) - X（旧Twitter）
- 佐々木紀彦 (norihiko.sasaki.5) - Facebook
- 佐々木紀彦 - LinkedIn
- 佐々木紀彦 - NewsPicks
- 佐々木紀彦 - Note

| ビジネス                    | ビジネス | ビジネス                       |
| --------------------------- | --- | ------------------------------ |
| 設立                        | NewsPicks Studios社長 初代（2018年 - 2020年）                                                                          | 次代 金泉俊輔                  |
| メディア                    | |                                |
| 創刊                        | NewsPicks編集長 初代（2014年 - 2018年）                                                                                | 次代 金泉俊輔                  |
| 先代 丸山尚文               | 東洋経済オンライン編集長 2012年 - 2014年                                                                               | 次代 山田俊浩                  |
| 受賞                        | |                                |
| 先代 出澤剛 第8回（2018年） | シーバスリーガル ゴールドシグネチャー・アワード ビジネスイノベーション ソーシャル部門 近藤太香巳と共同 第9回（2019年） | 次代 鎌田和樹 第10回（2020年） |